# سكوت بورغس (ممثل)
سكوت بورغس (بالإنجليزية: Scott Burgess)‏ هو ممثل أسترالي، ولد في 1959 في أستراليا، وتوفي في 6 مايو 2016.

## وصلات خارجية
- سكوت بورغس على موقع IMDb (الإنجليزية)